# 萨拉·路易莎·法尔
萨拉·路易莎·法尔（德語：Sarah Luisa Fahr，2001年9月12日—），意大利女子排球运动员。她代表意大利国家队参加2024年奥运会女子排球比赛，最终夺得冠军。

## 獎項

### 个人荣誉
- 2024年女子排球國家聯賽：  最佳副攻
- 2024年世界女排俱樂部錦標賽：最佳副攻

### 國家隊
- 2021年欧洲女子排球锦标赛： - 冠军
- 2024年女子排球國家聯賽：   - 冠军
- 2024年奥运会女子排球比赛：   - 冠军
- 2025年女子排球國家聯賽： - 冠軍

### 俱乐部
- 2021年欧洲女子排球冠军联賽： - 冠军（效力于科內利亞諾女排俱樂部）
- 2024年欧洲女子排球冠军联賽： - 冠军（效力于科內利亞諾女排俱樂部）
- 2024年世界女排俱樂部錦標賽： - 冠军（效力于科內利亞諾女排俱樂部）
- 2025年欧洲女子排球冠军联賽： - 冠军（效力于科內利亞諾女排俱樂部）